# Lliga de Boa Vista de futbol
La Lliga de Boa Vista de futbol és la lliga regional de l'illa de Boa Vista, Cap Verd. El campió disputa la lliga capverdiana de futbol.

## Clubs participants temporada 2014/2015
- Associação Académica e Operária - Sal Rei
- África Show - Rabil
- Desportivo Estância Baixo
- Juventude do Norte - Norte
- Onze Estrelas - Bofareira
- Sal-Rei Futebol Clube - Sal Rei
- Sanjoanense
- Sporting

## Historial
Font:
- 1977-78: Académica Operária
- 1978-79: Académica Operária
- 1979-80: no es disputà
- 1980-81: no es disputà
- 1981-82: Académica Operária
- 1982-83: Académica Operária
- 1983-84: no es disputà
- 1984-85: Académica Operária
- 1985-88: no es disputà
- 1988-89: Académica Operária
- 1989-90: no es disputà
- 1990-91: Académica Operária
- 1991-92: no es disputà
- 1992-93: Académica Operária
- 1993-94: Sal-Rei FC
- 1994-95: Académica Operária
- 1995-96: Académica Operária
- 1996-97: desconegut
- 1997-98: Sal-Rei FC
- 1998-99: Académica Operária
- 1999-00: Académica Operária
- 2000-01: no es disputà
- 2001-02: Académica Operária
- 2002-03: Académica Operária
- 2003-04: Sal-Rei FC
- 2004-05: Sal-Rei FC
- 2005-06: Sal-Rei FC
- 2006-07: Sal-Rei FC
- 2007-08: Sal-Rei FC
- 2008-09: Académica Operária
- 2009-10: Sporting
- 2010-11: Sal-Rei FC
- 2011-12: Académica Operária
- 2012-13: Onze Estrelas
- 2013-14: Académica Operária
- 2014-15: Académica Operária
- 2015-16: Sal-Rei FC
- 2016-17: Sal-Rei FC
- 2017-18: Sal-Rei FC
- 2018-19: Onze Estrelas